# 拱星镇
拱星镇，是中华人民共和国四川省德阳市绵竹市曾经下辖的一个镇。2019年12月，撤销拱星镇，将其所属行政区域划归汉旺镇管辖。

## 行政区划
拱星镇撤销前下辖以下地区：
北辰街社区、白溪河村、祥柳村、高柏村、红旗村、泉乐村和沿新村。